# Not of This Earth (The Damned)
Not of This Earth è l'ottavo album in studio del gruppo punk rock inglese The Damned, pubblicato nel 1995 dalla Toshiba; venne ripubblicato come I'm Alright Jack & the Beanstalk negli USA l'anno successivo.

## Storia
Dopo lo scarso successo dell'album precedente, Anything, e senza un contratto con una casa discografica, il gruppo alla fine degli anni ottanta si dedicò a una serie di concerti richiamando anche membri passati come Capitan Sensible e dedicandosi al repertorio delle origini; verrà anche poi pubblicato un album live nel 1989, Final Damnation. Il buon riscontro di pubblico dell'attività live porta a ripensare all'idea di un nuovo album con la formazione degli esordi iniziando a lavorare a un nuovo brano di Scabies e Brian James ("Prokofiev") ma non si concretizza per il momento nulla anche se l'attività live viene portata avanti. Vanian, Jugg e Merrick abbandonano poi il gruppo per dedicarsi al nuovo progetto dei Phantom Chords. Il solo Scabies tiene però vivo il progetto inizialmente con James il quale poi ritirerà anch'egli anche a seguito della morte di Stiv Bators, e poi con i chitarristi Alan Lee Shaw e Kris Dollimore e con il bassista dei New Model Army, Moose Harris. Nel 1993 Scabies convince Vanian a riprendere parte al progetto come cantante. Grazie poi all'interessamento della Toshiba che aveva notato il gruppo in tour in Giappone, viene finanziato un nuovo album al quale collaborano in studio anche Glen Matlock e James Taylor, prodotto da Dave M. Allen. L'album nasce fra lunghe discussioni causate dalla diversità di vedute tra Vanian e Scabies sull'eventualità di andare in tour prima o dopo l'uscita dell'album e verrà pubblicato solo in Giappone nel 1995 dall'etichetta InsideOut della Toshiba. Scabies fece poi pubblicare l'album negli Stati Uniti dalla Cleopatra Records con il titolo che avrebbe voluto dargli fin dall'inizio, I'm Alright Jack & the Beanstalk, con l'aggiunta del brano "Prokofiev"; Vanian fece quindi causa all'etichetta statunitense; era convinto che Not of This Earth sarebbe stato pubblicato solo in Giappone in una versione embrionale che avrebbe dovuto essere integrata con nuovo materiale scritto con Sensible e James e quindi lo riteneva un album incompleto. L'episodio pone fine alla collaborazione tra Vanian e Scabies.

## Tracce
1. I Need a Life (Shaw, Millar) - 3:20
2. Testify (Shaw, Millar) - 2:56
3. Shut It (Shaw, Millar) - 2:48
4. Tailspin (Shaw, Millar) - 4:13
5. Not of This Earth (Shaw, Millar) - 2:55
6. Running Man (Shaw, Millar) - 5:06
7. My Desire (Shaw, Millar) - 2:48
8. Never Could Believe (Shaw, Millar) - 4:57
9. Heaven Can Take Your Lies (Shaw, Millar) - 3:49
10. Shadow to Fall (Shaw, Millar) - 3:02
11. No More Tears (Shaw, Millar) - 5:14
12. Prokofiev (Millar, James) - 3:24

## Formazione

### Gruppo
- Dave Vanian - voce
- Kris Dollimore - chitarra
- Alan Lee Shaw - chitarra ritmica, cori
- Jason James Harris "Moose" - basso
- Rat Scabies - batteria

### Altri musicisti
- James Taylor - organo Hammond
- Glen Matlock - basso in Tailspin e Never Could Believe